# Фатум
Фа́тум (лат. Fatum — пророцтво, передбачення) — наперед визначений, невідворотний перебіг подій, зокрема людських вчинків. Часто фатум розуміється вужче як трагічний збіг обставин, лихо, наперед визначене ірраціональною силою. Звідси характеристика «фатальний» — неминучий, згубний, нещасливий.
Фатумом у латинській мові називали передбачення майбутньої долі — «те, що сказане богами» через оракула. Термін походить з давньогрецької та давньоримської міфології, де під назвою «фатум» об'єднувалися богині долі мойри (у греків) та парки (у римлян). Римляни також називали фатумом слово Юпітера, невідворотну волю небес. Боецій називав так персоніфікацію долі. В українській мові є низка синонімів до фатуму: доля, недоля, талан, жереб, приділ, а також вирок.
Фатум — складова античної трагедії, що проявляється як раптове та невідворотне лихо, спричинене волею богів. Класичний приклад фатуму наявний в трагедії Софокла «Едіп-цар», де герой Едіп попри всі зусилля стає жертвою напророкованої йому трагічної долі: вбити свого батька та одружитися із власною матір'ю.
Християнське віровчення протиставляє фатуму Божий промисел (провидіння) — за яким навіть несприятливі події мають кінцеву добру мету.